# Gérard Depardieu
Gérard Xavier Marcel Depardieu (Châteauroux, Indre, 27 de desembre de 1948) és un actor francès, que va adoptar la nacionalitat russa el 3 de gener de 2013.

## Biografia

### Començament com a actor
L'any 1963, seguint els consells de Michel Pilorgé (fill d'un metge de Berry), Gérard Depardieu puja amb ell a París on segueixen junts un curs de comèdia al Teatre nacional popular. A continuació segueix al teatre Édouard VII — al mateix temps que Claude Jade i Alain Doutey - les lliçons de Jean-Laurent Cochet que el posa sota la seva protecció. En aquella època, coneix Élisabeth Depardieu, de l'École polytechnique amb qui es casa l'11 d'abril de 1970 a Bourg-la-Reine. La seva esposa li fa llavors descobrir el món de la burgesia; li presenta Agnès Varda i el seu marit Jacques Demy a casa de qui fa de cangur per guanyar diners. La seva falta de cultura li fa devorar amb passió i aviditat tots els grans textos clàssics tot seguint la teràpia del metge Tomatis per corregir les seves dificultats de elocució i la seva memòria deficient.
L'any 1970, Michel Audiard li procura un petit paper al Le Cri du cormoran le soir au-dessus des jonques . Fa igualment un petit paper al film Un peu de soleil dans l'eau froide (1971) de Jacques Deray. Actua en a diverses peces de teatre a París, sobretot a dues peces posades en escena per Claude Régy; allà Marguerite Duras l'observa i li ofereix un paper l'any 1972 a Nathalie Granger i un altre l'any següent a La Femme du Gange.. El mateix any, Pierre Tchernia li ofereix un petit paper de pistoler amb algunes rèpliques a Le Viager, al costat de Michel Serrault.

### L'èxit

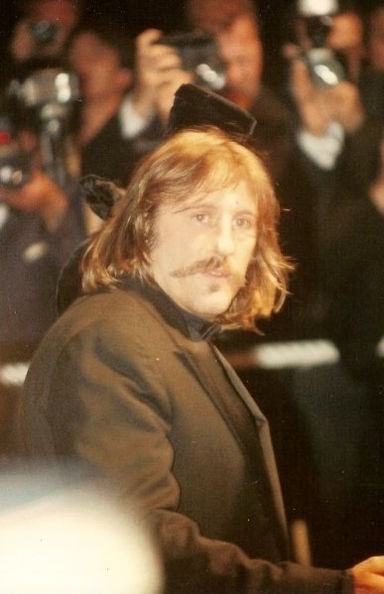
Gérard Depardieu al Festival de Canes 1989.

L'any 1974 Gérard Depardieu és descobert pel gran públic: el seu paper d'amable pinxo a la fuga a Les Valseuses de Bertrand Blier, al costat de Patrick Dewaere i de Miou-Miou, és un èxit esquitxat d'escàndol pels diàlegs crus i la sexualitat dels personatges. Aquell mateix any, rep el premi Gérard-Philipe de la ciutat de Paris
L'any 1975, s'allibera del paper apretat de pinxo gràcies a l'èxit de Sept morts sur ordonnance de Jacques Rouffio. Ve a continuació el període dels grans realitzadors italians: Bernardo Bertolucci el contracta al seu fresc històric Novecento, on comparteix protagonisme amb Robert De Niro, i Marco Ferreri el dirigeix a Adéu al mascle i La Dernière Femme, film provocador on el seu personatge es capa amb un ganivet elèctric. Depardieu impressiona per la seva facilitat en canviar d'univers i també pel ventall del seu registre. Roda en efecte films tan diferents com Le Camion (1977) de Marguerite Duras, Barocco (1977) d'André Téchiné, La Femme gauchère (1978) de Peter Handke i Inspecteur la Bavure (1980) de Claude Zidi.

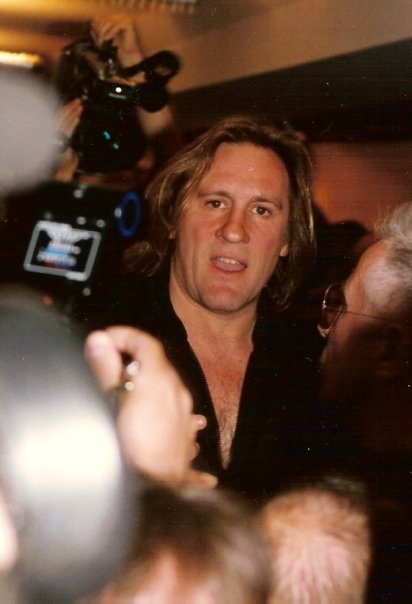
Gérard Depardieu al Festival de Canes 1994

Tot restant fidel a Bertrand Blier (Tenue de soirée, Trop belle pour toi), Depardieu va ampliar el seu repertori amb altres grans noms del cinema d'autor francès, rebutjant de tancar-se en un gènere o un personatge precís: 
- Maurici Pialat el fa rodar a quatre films, com Police que li suposa un premi d'interpretació a la Mostra de Venècia 1985 i Sous le soleil de Satan, premiat amb la Palma d'Or al Festival de Canes 1987;
- Alain Resnais li confia el paper de l'un dels cobaies a Mon oncle d'Amérique i torna amb Vull anar a casa;
- François Truffaut li proposa a la mateixa època papers d'enamorats apassionats: La Femme d'à côté, al costat de Fanny Ardant[9] i Le Dernier métro amb Catherine Deneuve, èxit comercial que li suposa el César al millor actor l'any 1981.
- Francis Veber paral·lelament el fa fer comèdies de tipus buddy movie a la francesa formant un tàndem guanyador amb Pierre Richard: La Chèvre l'any 1981, Les Compères l'any 1983 i Les Fugitifs l'any 1986.

Se'l troba igualment a films amb vestuari d'època, on encarna diversos personatges històrics o trets de la literatura francesa: 
- Le Retour de Martin Guerre de Daniel Vigne (1982), que li dona sens dubte un cert gust per a aquest tipus de paper ;
- Danton d'Andrzej Wajda (1982), en la qual fa el paper del títol del cèlebre Jacobí oposat a Robespierre;
- Jean de Florette (1986) de Claude Berri, realitzador que retroba als films d'època Urà (1990) i Germinal (1994) ;
- Camille Claudel (1988) de Bruno Nuytten en el paper de Rodin ;

Cyrano de Bergerac (1990) de Jean-Paul Rappeneau on la seva interpretació del cèlebre personatge de l'obra de Edmond Rostand li suposa un nou César al millor actor, una palma a Canes i una nominació a l'Oscar al millor actor, així com una critica i un públic conquerit;
- Tots els matins del món (1991) d'Alain Corneau, qua ja l'havia dirigit al thriller La Tria de les armes i el fresc èpic Fort Saganne i li ofereix aquí el paper de Marin Marais al costat del seu fill Guillaume Depardieu i de Jean-Pierre Marielle com a Jean de Sainte-Colombe ;
- 1492: Christophe Colomb de Ridley Scott (1992) ;
- El Coronel Chabert (1994) d'Yves Angelo ;
- L'home de la màscara de ferro (1998) en el paper de Porthos ;
- Vatel (2000), de Roland Joffé, en el paper de François Vatel, intendent i maitre d'hotel del Gran Condé ;
- Blanca (2002) en el paper de De Artagnan ;
- La Femme mousquetaire (2002) en el paper de Mazarin.

### Carrera internacional
Als anys 1990, sobretot després de l'èxit de Cyrano de Bergerac, la seva notorietat s'estén i el cinema estatunidenc li proposa primers papers com a Matrimoni de conveniència de Peter Weir amb Andie MacDowell (1990). La seva actuació li suposa el Globus d'Or al millor actor musical o còmic. No obstant això la seva carrera americana quedarà pràcticament aturada amb l'aparició d'una entrevista a la revista americana Time el febrer de 1991 on hauria contat haver presenciat a Châteauroux a una violació quan tenia nou anys: una tempesta mediàtica es desencadena llavors contra ell als Estats Units perquè el periodista del Time ha traduït « assisté » per « ajudat o facilitat » (el que, amb nou anys, era certament improbable). Aquest escàndol li tanca totes les possibilitats d'obtenir, l'any 1991, l'Oscar al millor actor pel seu paper a Cyrano, distinció per la qual era favorit i que tria Jeremy Irons per al seu paper a El misteri von Bülow, dirigida per Barbet Schroeder. Aquest realitzador havia dirigit Depardieu, alguns anys abans, a Maîtresse.
L'any 1993, roda sota la direcció de Jean-Luc Godard a Hélas pour moi; una experiència negativa segons ell. Multiplica igualment els èxits públics en films de vocació popular o comèdies en les quals té papers no habituals: un pare desbordat a Mon père, ce héros de Gérard Lauzier, l'amo d'un cabaret enganxat en un engranatge mafiós a Les Anges gardiens de Jean-Marie Poiré, l'heroi de dibuixos animats Obélix a Astérix et Obélix contre César de Claude Zidi i Astérix i Astérix et Obélix: Mission Cléopâtre d'Alain Chabat o encara un anti-heroi ingenu i ingénu a Sortir de l'armari i Calla ! de Francis Veber. Participa igualment en telefilms ambiciosos realitzats per Josée Dayan com Le Comte de Monte-Cristo (minisèrie), Balzac i Les Misérables, on encarna Jean Valjean.
El seu paper de comissari corrupte, decebut i cansat a Assumptes pendents (2004) d'Olivier Marchal és saludat per la crítica. Estrella ineludible del cinema francès, és sol·licitat per formar un tàndem amb les seves còmplices i amigues Isabelle Adjani (Bon Voyage de Rappeneau) i Catherine Deneuve (Les Temps qui changent de Téchiné).
L'any 2004, és tema de controvèrsia quan s'anuncia que actua al teatre amb uns auriculars, cosa que seria deguda als seus accidents de moto.
L'any 2005, Depardieu torna amb un paper immortalitzat per Michel Simon a Boudu sauvé des eaux en un remake realitzat per Gérard Jugnot: Boudu.
L'any 2006, rep una acollida de la crítica i del públic molt favorable per la seva interpretació de cantant de ball popular de l'Auvergne a Chanson d'amour de Xavier Giannoli on manifesta una sobrietat i un matís del paper inesperats.

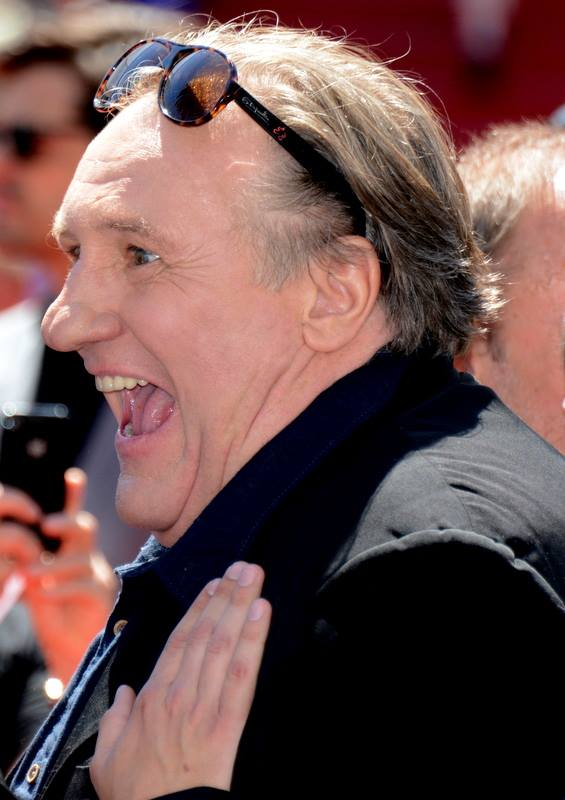
Gérard Depardieu al festival de Canes 2015.

L'any 2008, torna a fer d'Obèlix per tercera vegada a Astèrix als Jocs Olímpics a continuació apareix a Disco de Fabien Onteniente, Babylon A.D de Mathieu Kassovitz i L'Instint de Mort de Jean-François Richet. L'any 2009, té el primer paper de Bellamy, posada en escena per Claude Chabrol; accepta una participació amistosa a Coco de i amb Gad Elmaleh i retroba Xavier Giannoli a À l'origine. L'any següent, comparteix protagonisme amb Benoît Poelvoorde, a L'Autre Dumas'.
L'any 2010, interpreta Les meves tardes amb la Margueritte de Jean Becker i sorprèn novament crítica i públic interpretant un obrer jubilat; havent de reconstruir la seva carrera en el molt desplaçat Mammuth, realitzat pel duo Benoît Delépine i Gustave Kervern. S'anuncia a continuació, al costat de Catherine Deneuve i de Fabrice Luchini, a Potiche de François Ozon on encarna un diputat-alcalde comunista dels anys 1970, tan impetuós com romàntic. Interpreta d'altra banda un home afectar de la malaltia d'Alzheimer al thriller de Bruno Chiche Je n'ai rien oublié. L'any 2012, fa una quarta vegada el paper de Obèlix a Astérix et Obélix: Au service de Sa Majesté.
Al film Welcome to Nova York d'Abel Ferrara, encarna a la pantalla Dominique Strauss-Kahn, l'antic director general del FMI, acusat de violació en l'afer del Sofitel de Nova York. Gérard Depardieu declara « Perquè no m'agrada, doncs vaig a fer-ho. […] No és amable, penso que és una mica com tots els francesos, un poc arrogant. No m'agraden massa els francesos, d'altra banda, sobretot com ell. […] És arrogant, és suficient, és…, és interpretable. ».
Al mes d'abril 2017 la cadena italiana Rai 1 convida l'actor en el programa Ballando con le stelle
Es va casar en primer lloc amb Élisabeth Depardieu, amb qui va tenir dos fills, Guillaume i Julie. Més tard va tenir una relació amb l'actriu Carole Bouquet, de 1997 al 2004.
Depardieu és l'actor millor pagat a França i un dels més influents a la indústria cinematogràfica francesa. Ha aparegut a més de cinquanta pel·lícules i també ha dirigit i produït altres films gràcies a la seva productora DD Productions.
El 15 de setembre de 2005 va llançar al mercat un llibre de cuina titulat Gérard Depardieu: My Cookbook. El 31 d'octubre de 2005 va anunciar que es retirava de la carrera d'actor.
El 2006 dirigeix la seva primera pel·lícula, compartint direcció amb diversos realitzadors més, entre ells Isabel Coixet, titulada Paris, je t'aime.

### Compromisos

#### Creences religioses
L'any 1967, s'emociona amb la veu de la cantant egípcia Oum Kalthoum, de la qual presencia un concert. Decideix llavors convertir-se a l'islam i freqüenta assidument la Gran Mesquita de París durant dos anys. En surt considerat per aquesta religió com apòstata (kafir mourtad).
Gérard Depardieu admira Sant Augustí, del qual ha recitat textos a esglésies. Va conèixer Joan Pau II en el jubileu de l'any 2000, moment en què el bisbe d'Hippo Regius va ser evocat. El cardenal Poupard li va suggerir fer un film sobre aquest home. L'11 de febrer de 2003, fa una lectura pública de les Confessions de Sant Augustí a Notre-Dame de París, el 25 de maig de 2003 al temple protestant de l'Oratoire del Louvre, després el 23 de novembre de 2005 a la basílica Notre-Dame de Montréal.

#### Compromisos polítics

##### François Mitterrand
Suport de l'esquerra durant llargs anys, Gérard Depardieu es compromet amb el « Moviment individual, exasperant i independent per a la reelecció de François Mitterrand » el desembre 1987. L'actor és a la portada del diari Le Matin de Paris l'any 1988, apelant el president sortint a tornar a presentar-se amb la crida « Mitterrand o mai ». Reelegit, el president Mitterrand li atorga llavors la Legió d'Honor.

##### Partit comunista
L'any 1993, dona públicament suport per primera vegada al Partit comunista francès, més tard l'any 2002, participa econòmicament a refinançar el PFC. Entre els seus altres compromisos, es compromet per al candidat dels Verds, Jacques Boutault, a les eleccions municipals de 2008 de París. L'any 2010, Gérard Depardieu dona suport al president socialista de la regió Llenguadoc-Rosselló, Georges Frêche, quan és atacat. L'actor va d'altra banda als seu funeral i li ret públicament homenatge el 27 de juliol.

##### Noël Mamère
L'any 2002, critica Noël Mamère, diputat-alcalde ecologista de Begla, que rebutja presenciar un partit de rugbi girondí a causa de la presència de l'home de negocis Rafik Khalifa, que acusa d'haver fet fortuna gràcies als generals algerians i de ser corrupte. Vell amic de Khalifa, Depardieu tracta Mamère de racista i de feixista, afegint que 
| « | potser s'ha cagat en el seus pantalons de pana | » |

 i que hauria de ser expulsat del seu partit, ja que Les Verts són més intel·ligents que ell.

##### Nicolas Sarkozy
En la campanya presidencial de 2007, Depardieu dona públicament el seu suport a Nicolas Sarkozy, declarant en una entrevista concedida a Paris Match que és l'únic home polític capaç, que fa la feina i treballa verdaderament », afegint que tots els altres són ridículs. 
| « | Avui, el que volen els joves és treballar | » |

, estima.
Critica els sindicats en la seva oposició a la reforma de les jubilacions l'any 2010 posada en marxa per Nicolas Sarkozy i Éric Woerth. En una entrevista publicada per Le Journal du Dimanche el 19 d'abril de 2010, declara: « La política no m'interessa. No és més que una cort amb gallines i galls que s'hi caguen ».
En les eleccions presidencials de 2012, dona suport a la candidatura de Nicolas Sarkozy. L'actor assisteix en efecte al meeting de Villepinte el març del mateix any. Convidat a prendre la paraula, declara: « Des que aquest nou amic que és Nicolas Sarkozy és al poder, no sento més que parlar-ne malament quan només fa que bé! ». Signa igualment per denunciar la negació de democràcia de la qual seria víctima Nicolas Sarkozy.

##### Cuba
Es va dir amic de Fidel Castro, que va conèixer l'any 1992. Va declarar el 2010: « Fidel Castro, és cinquanta anys d'intel·ligència política ». L'any 1996, va invertir en una companyia d'explotació patrolera a Cuba, seguint els consells d'un amic comú, Gérard Bourgoin.

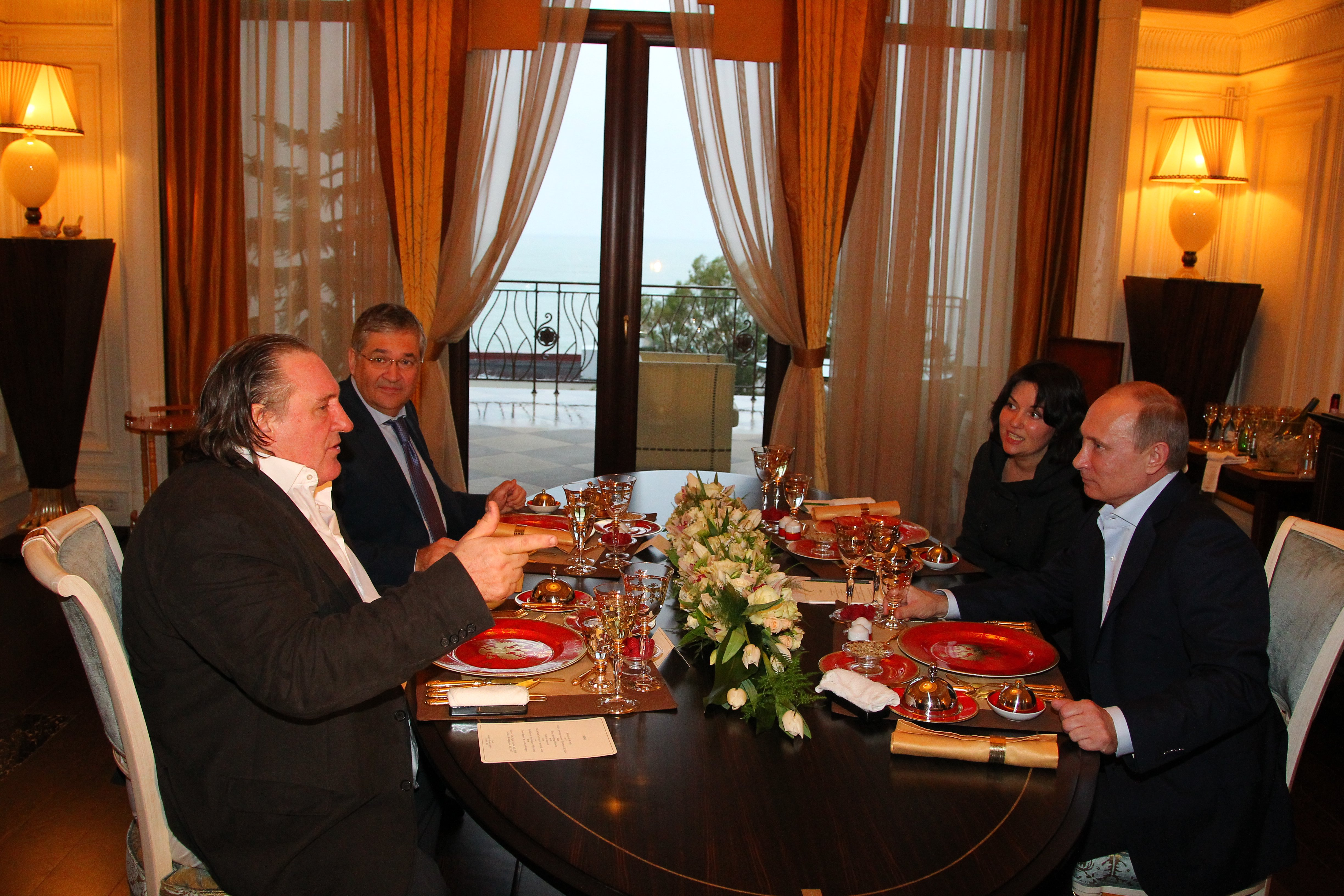
Gérard Depardieu coneix Vladímir Putin el 5 de gener de 2013, a Sotxi.

##### Txetxènia
En 27 juliol va a l'aniversari de Ramzan Kadírov, president de Txetxènia, que s'hauria lliurat a moltes violacions dels drets humans, i al qual, en aquella ocasió, dona públicament el seu suport. Dos mesos més tard, grava un duo musical amb Gulnara Karimova, filla gran d'Islom Karimov, president de l'Uzbekistan, també acusat per Occident de malmetre els drets humans al seu país. El febrer de 2013, Ramzan Kadyrov ofereix a l'actor un pis de cinc habitacions situat en un gratacel de nova construcció a Grozni.

##### Bèlgica
El desembre de 2012, adquireix una propietat a Néchin a Bèlgica i esclata la polèmica pel seu exili fiscal. El Primer Ministre de França, Jean-Marc Ayrault, que defensa la política fiscal del seu govern, declara que la sortida de l'actor a Bèlgica és « prou miserable ». Alguns dies més tard, Gérard Depardieu anuncia en una carta oberta al Primer ministre que renuncia al benefici del seu passaport francès i de la seva seguretat social a França. Segueix una polèmica en la qual participen actors famosos (com Gérard Lanvin), sovint per defensar Gérard Depardieu contra els atacs que va patir.

##### Rússia
El 3 de gener de 2013, Vladímir Putin, president de la Federació de Rússia, li concedeix la ciutadania russa per ucàs, oficialment obtinguda gràcies al seu paper de Rasputí en un telefilm de Josée Dayan, i després que ho ha demanat per carta, en la qual declara estimar Putin i adorar « Rússia, els seus homes, la seva història, els seus escriptors ». Tres dies més tard, el president de Mordòvia, Vladimir Volkov, li ofereix un pis, o un lloc per a fer-se construir una casa al mig d'un bosc i prop d'un riu, i li proposa la plaça de ministre de Cultura, llavors vacant, al si d'aquesta república russa. L'actor declinarà finalment l'oferta A començament de gener de 2013, l'actor efectua una curta estada a Sotxi (ciutat designada per rebre els Jocs Olímpics d'Hivern de 2014), on retroba Vladimir Putin que li lliura el seu nou passaport rus, a continuació a Saransk, on celebra el Nadal ortodox sent « acollit com un heroi », segons una periodista de Rossiya 24. Accepta de ser l'ambaixador de Mordovia a prop de la FIFA en el marc de l'organització del Mundial 2018 per Rússia.
| « | La popularitat de Gérard Depardieu allà és real i immensa | » |

, afirma al mateix temps Joël Chapron, coordinador general del festival Le cinéma français aujourd'hui a Rússia, organitzat per Unifrance Films International cada any des de 2000.
El 23 de febrer de 2013, Dia del defensor de la pàtria — més conegut com a « Dia dels Homes, durant la «Diada internacional de la dona», Gérard Depardieu rep de mans del president de Mordovia, Vladimir Volkov, la propiska que estableix oficialment el seu domicili, al carrer de la Democràcia, i li permet treballar, tenir accés als serveis socials de la república, i ser-ne contribuent.

## Filmografia
- El clan dels marsellesos (1972)
- L'assassí (1972)
- Maîtresse (1973)
- Dura jornada per a la reina (Rude journée pour la reine) (1973)
- Una cita amb la mort alegre (1973)
- Les Valseuses (1974)
- Stavisky... (1974)
- No tan dolent com això (1974)
- Tres amics, les seves dones i els altres (1974)
- Novecento (1976)
- Adéu al mascle  (1978)
- Le Retour de Martin Guerre (1982)
- Jean de Florette (1986)
- Camille Claudel (1988)
- Vull anar a casa (1989)
- Matrimoni de conveniència (Green Card) (1990)
- Uranus (1990)
- El meu pare, el meu heroi (Mon père, ce héros) (1990)
- Cyrano de Bergerac (1990)
- Tots els matins del món (Tous les matins du monde) (1991)
- Germinal (1993)
- El pare, un heroi (My Father the Hero) (1994)
- Una simple formalitat (Una pura formalità) (1994)
- Elisa (Élisa) (1995)
- Els àngels de la guarda (Les Anges gardiens) (1995)
- Hamlet (1996)
- L'agent secret (The Secret Agent) (1996)
- Tornar a viure (Unhook the Stars) (1996)
- L'amic invisible (Bogus) (1996)
- L'home de la màscara de ferro (The Man in the Iron Mask) (1998)
- 102 Dalmatians (2000)
- Les Misérables (2000) (TV, minisèrie) (coproduïda per Depardieu)
- Vatel (2000)
- Vidocq (2001)
- Sortir de l'armari (Le Placard) (2001)
- Competència deslleial (Concorrenza sleale) (2001)
- Els temps canvien (Les Temps qui changent) (2004)
- Nova França (Nouvelle-France) (2004)
- Rrrrrr!!! (2005)
- Boudu (2005)
- Quant m'estimes? (Combien tu m'aimes?) (2005)
- Chanson d'amour (Quand j'étais chanteur) (2006)
- Paris, je t'aime (2006)
- Les últimes vacances (2006)
- La vida en rosa (La Môme) (2007)
- Bellamy (2009)
- Les meves tardes amb la Margueritte (2010)
- L'Autre Dumas (2010)
- Mammuth: Serge Pilardosse (2010)
- Amour tardif: Gueorgui (2010)
- Potiche: Maurice Babin (2010)
- Je n'ai rien oublié: Conrad Lang (2011)
- Un baiser papillon: el metge de Manon (2011)
- Glenn: periodista televisió (2011)
- Le Grand Soir: el medium (2012)
- Astérix et Obélix: Au service de sa Majesté: Obélix (2012)
- L'Odyssée de Pi: el chef francès (2012)
- Frank-Étienne vers la béatitude (curt): Frank (2012)
- L'Homme qui rit: Ursus (2012)
- Turf: Monsieur Paul (2013)
- A Farewell to Fools: Ipu (2013)
- Niente può fermarci: el pagès francès (2013)
- La Marque des anges: Lionel Kasdan (2013)
- Les Invincibles: Jacky (2013)
- Cadences obstinées: Père Villedieu (2013)
- Welcome to New York: Devereaux (2014)
- United Passions: Jules Rimet (2014)
- Viktor: Viktor Lambert (2014)
- La Voix des steppes: Anatole (2015)
- Valley of Love: Gérard (2015)
- Saint-Amour: Jean (2016)
- La Dream Team: Jacques Belloch (2016)
- The End: l'home (2016)
- Tour de France: Serge Desmoulins (2016)
- Le Divan de Staline: Stalin (2017)
- Sólo se vive una vez: Duges (2017)
- Big House: Big (2017)
- Mon cochon et moi: Vania (2017)
- Bonne Pomme: Gérard (2017)
- Un beau soleil intérieur: el vident (2017)
- Carbone: Aron Goldstein (2017)
- Enamorat de la meva dona: Patrick (2018)
- Twins: Bisbe Tarcisi (2018)
- Les Confins du monde: Saintonge (2018)
- Convoi exceptionnel: Taupin (2018)
- Des hommes: Bernard (2020)
- Mystère à Saint-Tropez: Maurice Lefranc (2020)
- Robuste: Georges (2021)
- Les il·lusions perdudes: Dauriat (2021)
- Adieu Paris: Michaël (2022)
- Maison de retraite: Lino Vartan (2022)
- Maigret: Jules Maigret (2022)
- Umami: Gabriel Carvin 2022)
- Les Volets verts: Jules Maugin (2022)

## Premis i nominacions[61]

### Premis
- 1981: César al millor actor per Le Dernier métro
- 1985: Copa Volpi per la millor interpretació masculina al Festival Internacional de Cinema de Venècia pel seu paper a Police
- 1990: Globus d'Or al millor actor musical o còmic per Matrimoni de conveniència
- 1990: Premi a la interpretació masculina al Festival Internacional de Cinema de Canes pel seu paper a Camille Claudel
- 1991: César al millor actor per Cyrano de Bergerac
- 1997: Lleó d'Or per la carrera al Festival Internacional de Cinema de Venècia

### Nominacions
- 1976: César al millor actor per 7 Morts sur ordonnance
- 1977: César al millor actor per La Dernière femme
- 1978: César al millor actor per Dites-lui que je l'aime
- 1979: César al millor actor per Le Sucre
- 1983: César al millor actor per Danton
- 1984: César al millor actor per Les Compères
- 1985: César al millor actor per Fort Saganne
- 1986: César al millor actor per Police
- 1988: César al millor actor per Sous le soleil de Satan
- 1989: César al millor actor per Camille Claudel
- 1990: Oscar al millor actor per Cyrano de Bergerac
- 1990: Premi del Cinema Europeu al millor actor per Cyrano de Bergerac
- 1990: César al millor actor per Trop belle pour toi
- 1991: David di Donatello al millor actor estranger per Cyrano de Bergerac
- 1995: César al millor actor per Le Colonel Chabert
- 1998: Premi del Cinema Europeu per L'home de la màscara de ferro
- 2003: Primetime Emmy a la millor minisèrie o pel·lícula per Napoléon
- 2007: César al millor actor per Quand j'étais chanteur
- 2011: César al millor actor per Mammuth
- 2016: César al millor actor per Valley of Love